# Кашина дел Конте (Торино)
Кашина дел Конте је насеље у Италији у округу Торино, региону Пијемонт.
Према процени из 2011. у насељу је живело 24 становника. Насеље се налази на надморској висини од 338 м.